# 克洛维二世
克洛維二世（Clovis II，633年—657年10月31日），法兰克王国墨洛温王朝的国王（639年1月19日－657年10月31日在位）。法蘭克國王达戈贝尔特一世、奧斯特拉西亞國王西吉貝爾特三世的弟弟。

## 生平
639年，其父達格貝爾特一世逝世，其兄西吉貝爾特三世早於634年獨立統治奧斯特拉西亞王國，兩歲的克洛维二世因此繼承了剩下的紐斯特里亞和勃艮第王國，由母親南蒂爾德攝政直至642年她逝世為止。當時克洛維二世只得5歲，所以王權被權貴操控。
克洛維二世娶了宮相爾奇諾爾德的盎格魯-撒克遜人奴僕巴蒂爾德（其後封為聖人，稱聖巴蒂爾德）給克洛維二世為妻子，而爾奇諾爾德亦因此獲得皇室千的恩寵。

## 死亡
657年10月31日，克洛維二世在统治了18年后逝世，葬於巴黎聖但尼聖殿。克洛維二世與王后聖巴蒂尔德生下三個兒子：克洛塔爾三世（652年－673年3月10日）、希爾德里克二世（653年－675年10月）、提烏德里克三世（654年－691年4月12日）都先後繼位為國王。因為克洛维二世英年早逝，長期被權貴操控，被認為是墨洛溫王朝早期的「懒王」(rois fainéants)。有記載說克洛維二世曾於657年當領養的希爾德貝爾特篡奪奧斯特拉西亞王位後，平定叛亂，殺死希爾德貝爾特及他的生父奧斯特拉西亞宮相老格里摩爾德二人，短暫成為奧斯特拉西亞國王，但是翌年便去世。

## 家庭
克洛維二世與巴蒂爾德一共誕下三名兒子，三人也先後成為國王，其後的墨洛溫王朝國王皆是他的後裔（達戈貝爾特二世除外）。
- 長子克洛泰爾三世（652年－673年），紐斯特里亞和勃艮第國王
- 次子希爾德里克二世（655年－675年），奧斯特拉西亞國王，其後自673年起兼任紐斯特里亞而成為全法蘭克國王
- 幼子提烏德里克三世（657年－691年），紐斯特里亞和勃艮第國王，自679年起因兼任奧斯特拉西亞國王而成為全法蘭克國王